# Somatoliberin
Somatoliberin ali somatokrinin ali sproščevalni hormon somatotropina (angleško growth-hormone-releasing hormone, kratica GHRH) je polipeptidni hormon, ki ga izloča hipotalamus.
Sestavljen je iz 44 aminokislin; izloča se v sunkih v področja ventromedialnega jedra in nucleusa arcuatusa; nevrosekretorne celice ga izločajo pod vplivom kateholaminergičnih in serotonergilčnih nevrotransmiterjev, drugih nevropeptidov, opioidov in TRH; pospešuje izločanje rastnega hormona (somatotropin).
Pri uravnavanju izločanja rastnega hormona sodeluje tudi somatostatin.